# Sicana odorifera
Genre
Espèce
Sicana odorifera est une espèce de plante à fleurs de la famille des Cucurbitaceae. C'est une plante herbacée grimpante originaire d'Amérique du Sud. C'est l'unique espèce du genre Sicana. Elle est cultivée dans la plupart des pays d'Amérique tropicale à des fins alimentaires ou ornementales.

## Taxonomie

### Étymologie
Le nom générique, Sicana, dérive de « secana », qui est l'un des noms vernaculaires donnés à la plante cultivée au Pérou.
L'épithète spécifique, odorifera, fait référence au caractère odorant de la plante.

### Synonymes
- Cucumis odoratissimus Sesse & Moc., 1894
- Cucurbita euodicarpa Hassk., 1858
- Cucurbita odorifera Vell., 1827 (basionyme)
- Sicana atropurpurea André, 1890[2],[1]

### Noms vernaculaires
Cette plante a de nombreux noms vernaculaires en différentes langues,, :
- portugais : coroá, cruá, curubá, melão de caboclo
- espagnol : cajuba, melocotón, melon de odor, calabaza melón, cohombro de olor
- anglais : casabanana, sikana, musk cucumber
- français : calebasse zombi, mélocoton, melon-coton

En guarani, la plante s'appelle curuguá, et a donné son nom à la ville de Curuguaty (Paraguay), nom qui signifie littéralement « plantation de curuguá ».

## Distribution
Sicana odorifera est une espèce probablement originaire du Brésil, qui s'est répandue très anciennement par la culture dans tous les pays à climat tropical de l'Amérique.

## Description

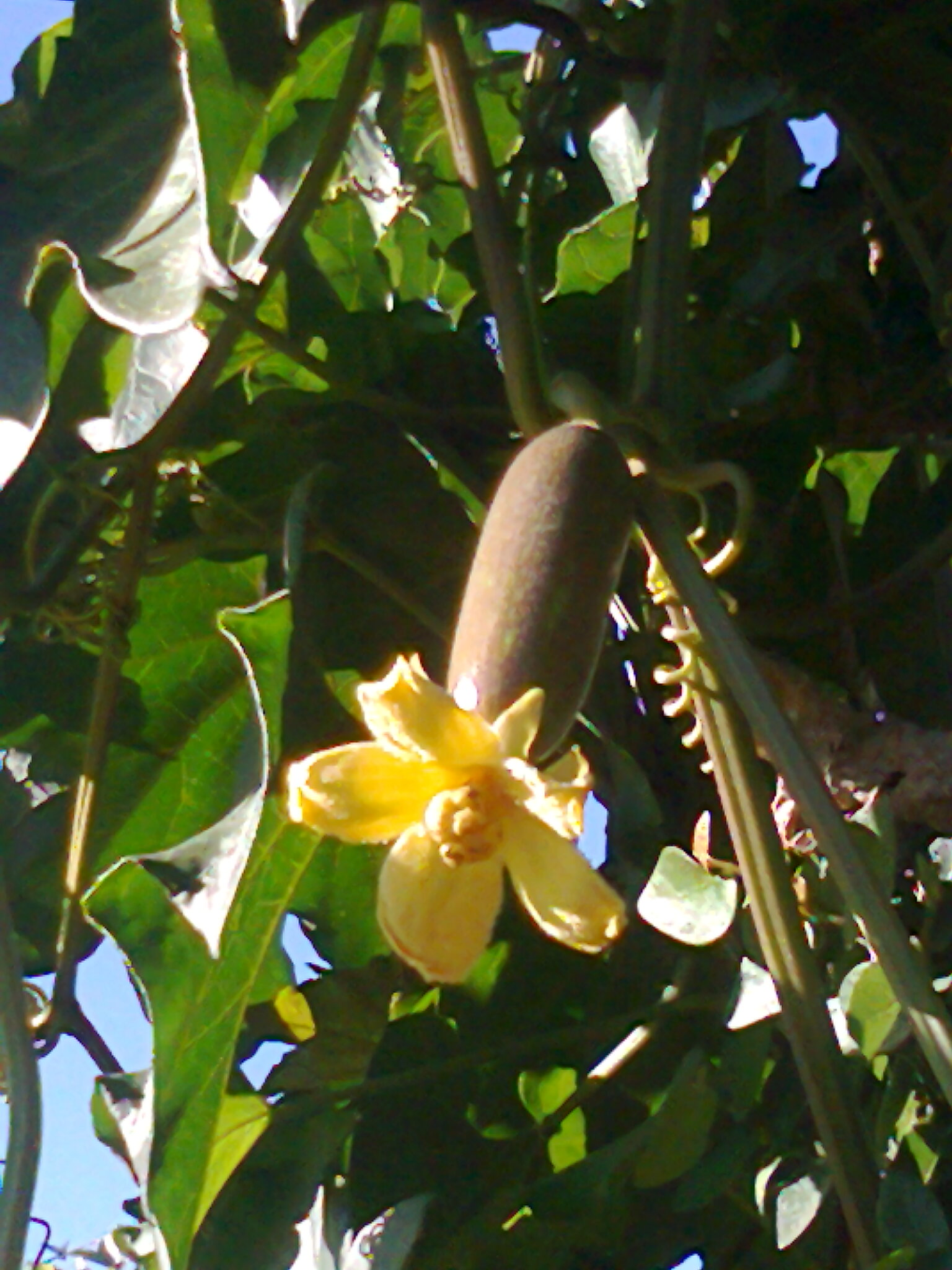
Fleur femelle et jeune fruit.

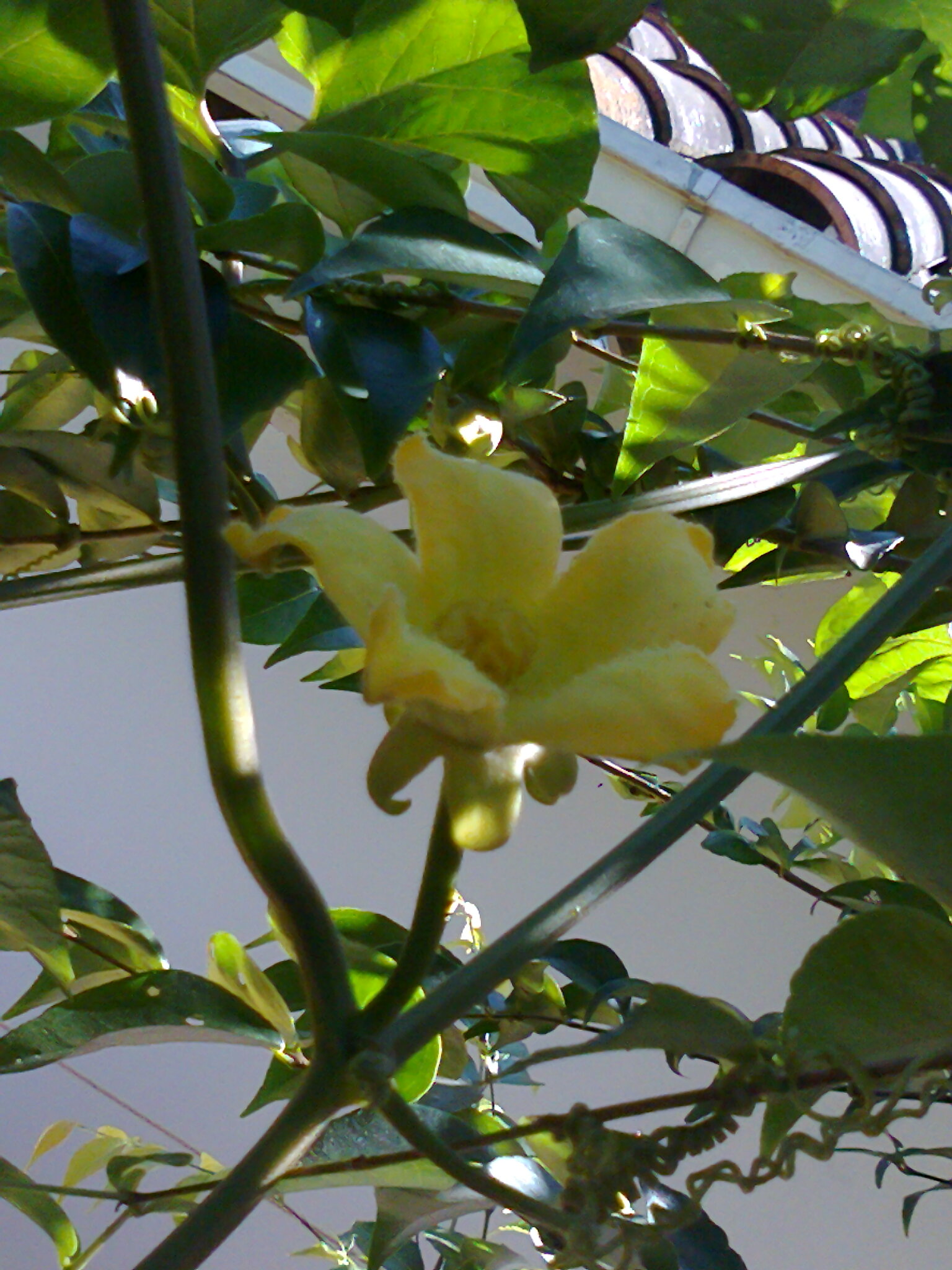
Fleur mâle.

Sicana odorifera est une plante herbacée grimpante qui peut atteindre 15 mètres de haut.
La tige est anguleuse, sillonnée, pubescente dans les parties les plus jeunes, dotée de vrilles ramifiées aux extrémités adhésives.
Les feuilles orbiculaires, aussi longues que larges, mesurent de 12 à 24 cm.
Elles sont nervurées, au limbe à bords ondulé ou denté, profondément lobé.

Les fleurs, à la corolle campanulée, à symétrie pentamère, charnue, de couleur jaune-orange, sont solitaires à l'aisselle des feuilles. La plante est monoïque, mais possède des fleurs unisexuées, mâles ou femelles. Chez ces dernières, la corolle est dite épigyne, l'ovaire infère semblant remplacer le pédoncule,.
Le fruit est une péponide oblongue, presque cylindrique, parfois légèrement incurvée, mesurant jusqu'à 40 cm de long et 8 cm de diamètre, à la cuticule très dure et très résistante, de couleur jaune-orangé, rougeâtre ou rouge foncé. La chair, de couleur jaune, contient de nombreuses graines elliptiques, très aplaties, d'environ 1 cm de long.

## Utilisation
C'est une plante ornementale. L'arôme des fruits évoque celui de la pomme ou du melon, mais en plus pénétrant. Il embaume l'air pendant les mois que dure sa conservation. On l'emploie pour parfumer les vêtements et les logements, et même l'autel des temples.
Le fruit est comestible avant sa maturité, il est cuisiné comme légume. Mûr, il est consommé cru, servi en tranches rafraichissantes, il peut aussi servir à la fabrication de confiseries, de desserts ou de jus de fruits. On l'utilise également pour engraisser les porcs.
Ce fruit a aussi des utilisations en médecine populaire. par exemple à Porto Rico, on en fait une liqueur destinée à soulager les maux de gorge, au Brésil, les graines sont employées en infusion comme fébrifuge, vermifuge, purgatif et emménagogue, tandis qu'au Yucatán les feuilles en décoction servent à traiter les hémorragies utérines et les maladies vénériennes.